# (2818) Juvenalis
(2818) Juvenalis es un asteroide perteneciente al cinturón de asteroides descubierto por Ingrid van Houten-Groeneveld, Cornelis Johannes van Houten y Tom Gehrels el 24 de septiembre de 1960 desde el observatorio del Monte Palomar, Estados Unidos.

## Designación y nombre
Juvenalis fue designado al principio como 2580 P-L.
Más tarde, en 1990, se nombró en honor del poeta satírico romano Juvenal (60-128).

## Características orbitales
Juvenalis está situado a una distancia media de 2,377 ua del Sol, pudiendo acercarse hasta 2,019 ua y alejarse hasta 2,734 ua. Tiene una inclinación orbital de 2,957 grados y una excentricidad de 0,1504. Emplea 1338 días en completar una órbita alrededor del Sol.

## Características físicas
La magnitud absoluta de Juvenalis es 14. Está asignado al tipo espectral S de la clasificación SMASSII.